# Liste der Biografien/Stab
Liste der Biografien |
Portal Biografien |
Personensuche
# |
A |
B |
C |
D |
E |
F |
G |
H |
I |
J |
K |
L |
M |
N |
O |
P |
Q |
R |
S |
T |
U |
V |
W |
X |
Y |
Z |
?
 
Sa |
Sb |
Sc |
Sd |
Se |
Sf |
Sg |
Sh |
Si |
Sj |
Sk |
Sl |
Sm |
Sn |
So |
Sp |
Sq |
Sr |
Ss |
St |
Su |
Sv |
Sw |
Sy |
Sz
 
Sta |
Ste |
Sth |
Sti |
Stj |
Stl |
Sto |
Str |
Sts |
Stt |
Stu |
Stv |
Stw |
Sty
 
Staa |
Stab |
Stac |
Stad |
Stae |
Staf |
Stag |
Stah |
Stai |
Staj |
Stak |
Stal |
Stam |
Stan |
Stap |
Star |
Stas |
Stat |
Stau |
Stav |
Staw |
Stax |
Stay |
Staz
Die Liste der Biografien führt alle Personen auf, die in der deutschsprachigen Wikipedia einen Artikel haben. Dieses ist eine Teilliste mit 73 Einträgen von Personen, deren Namen mit den Buchstaben „Stab“ beginnt.

## Stab
- Stab, Ottmar († 1585), Reformator von Sinsheim, kurpfälzischer Hofprediger und Pfarrer in Kempten
- Stab, Ottmar der Jüngere (* 1543), Poeta laureatus

### Staba
- Stabach, Klaus (* 1940), deutscher Fußballspieler

### Stabb
- Stabbert, Arno (* 1956), deutscher Politiker (CDU) und Oberbürgermeister der Stadt Cuxhaven
- Stabbert, Richard (* 1959), amerikanischer Maler und Schriftsteller
- Stabbins, Larry (* 1949), britischer Jazzmusiker

### Stabe
- Stabe, Carola (* 1955), deutsche Umweltaktivistin und DDR-Bürgerrechtlerin
- Stabe, Eugen (1885–1968), deutscher Radrennfahrer
- Stabe, Jürgen (1938–2015), deutscher Pfarrer und langjähriger Vorsitzender der Deutschen Evangelischen Allianz
- Stabel, Anica (* 1999), deutsche Tennisspielerin
- Stabel, Anton von (1806–1880), badischer Staatsmann, Politiker und Jurist
- Stabel, Georg Friedrich (1687–1782), deutscher Chemiker und Arzt
- Stabel, Josef (* 1948), deutscher Fußballtorhüter
- Stabel, Melanie (* 1999), deutsche Sportschützin
- Stäbel, Oskar (1901–1977), deutscher Politiker (NSDAP), MdR, Ingenieur, Direktor des VDI
- Stabel, Otto (1898–1970), deutscher Politiker
- Stabel, Ralf (* 1965), deutscher Theaterwissenschaftler und Tanzhistoriker
- Stabell, Alfred (1862–1942), norwegischer Sportschütze
- Stäbenhaber, Georg Ludwig (1640–1708), deutscher Bauingenieur und Kartograf
- Stabenow, Debbie (* 1950), US-amerikanische Politikerin
- Stabenow, Gerhard (1906–1989), deutscher Journalist
- Stabenow, Gunnar (* 1971), deutscher Fußballspieler
- Stabenow, Jörg (* 1963), deutscher Kunsthistoriker
- Stabenow, Stefan (* 1971), deutscher Filmeditor
- Stabenow, Thomas (* 1952), deutscher Jazzbassist
- Stabenrath, Bruno de (* 1961), französischer Schauspieler, Komponist, Musiker und Schriftsteller
- Stäber, Bernhard (* 1967), deutscher Schriftsteller, Lektor und Übersetzer
- Staber, Johann (1928–2005), österreichischer Architekt
- Staber, Josef (1912–1981), deutscher Kirchenhistoriker
- Staber, Josef (* 2009), deutscher Kinderdarsteller
- Stäber, Lothar (* 1936), deutscher Radrennfahrer
- Staber, Marinus, deutscher Schauspieler
- Stäber, Otto (* 1854), deutscher Architekt und Bauunternehmer
- Staber, Simon (* 2001), österreichischer Fußballspieler
- Staber, Veronika (* 1987), deutsche Skirennläuferin
- Staber, Wilfried (* 1972), österreichisch-deutscher Opernsänger (Bass)
- Staberius Felix Primillanus, Marcus, römischer Jurist
- Staberius Secundus, Titus, römischer Offizier (Kaiserzeit)
- Stabernack, Wilhelm (1923–1999), deutscher Unternehmer
- Staberoh, Ernst (1879–1943), deutscher Fechtmeister

### Stabi
- Stabile, Dick (1909–1980), US-amerikanischer Jazzmusiker und Bandleader (Saxophon, Klarinette)
- Stábile, Eliana (* 1993), argentinische Fußballspielerin
- Stábile, Guillermo (1906–1966), argentinischer Fußballspieler
- Stabile, Salvatore (* 1974), US-amerikanischer Drehbuchautor, Regisseur und Produzent
- Stabinger, Ferdinand (1866–1948), österreichischer Bildhauer und Lehrer
- Stabinsky, Ron, US-amerikanischer Jazzmusiker
- Stabius, Johannes († 1522), Humanist, Naturwissenschaftler und Historiograph

### Stabl
- Stableford, Brian M. (1948–2024), britischer Science-Fiction-Autor, -Herausgeber und Übersetzer
- Stäblein, Bruno (1895–1978), deutscher Musikwissenschaftler
- Stäblein, Christian (* 1967), deutscher lutherischer Theologe, Bischof
- Stäblein, Jochen (* 1966), deutscher Kameramann
- Stäblein, Simon (* 1987), deutscher Komiker und ModeratorSimon Stäblein (* 1987)

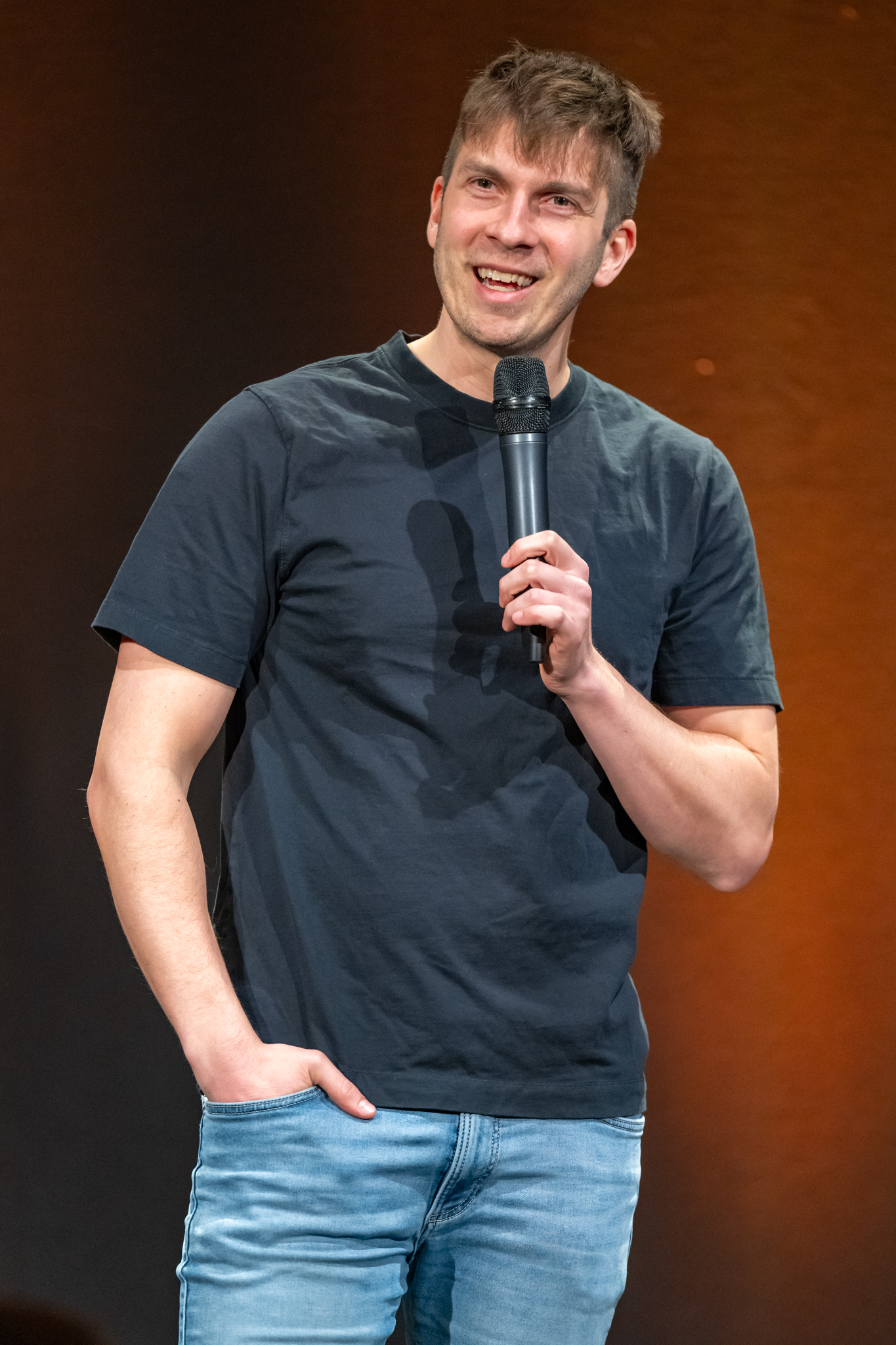
Simon Stäblein (* 1987)

- Stäblein, Wilhelm (1900–1945), deutscher Fernmeldetechniker und Hochschullehrer für Fernmeldetechnik
- Stäbler, Frank (* 1989), deutscher Ringer
- Stäbler, Gerhard (* 1949), deutscher Komponist
- Stäbler, Hans-Martin (* 1951), deutscher evangelikaler Theologe und Generalsekretär des Verbandes Christen in der Wirtschaft (CiW)
- Stäbler, Horst (* 1965), deutscher Automobilrennfahrer
- Stäbler, Karl (1890–1960), deutscher Politiker (KPD), MdL Württemberg
- Stabler, Ken (1945–2015), US-amerikanischer Footballspieler
- Stäbler, Paul-Gerhard (* 1978), deutscher Jurist, Richter am Bundessozialgericht
- Stabler, Wells (1919–2009), US-amerikanischer Diplomat
- Stables, Kelly (* 1978), US-amerikanische Schauspielerin
- Stablewski, Florian von (1841–1906), katholischer Priester, Politiker in Preußen und Erzbischof
- Stäbli, Adolf (1842–1901), Schweizer Landschaftsmaler
- Stäbli, Diethelm (1812–1868), Schweizer Lithograph und Zeichenlehrer
- Stablinski, Jacques (* 1957), französischer Radrennfahrer
- Stablinski, Jean (1932–2007), französischer RadrennfahrerJean Stablinski (1932–2007)

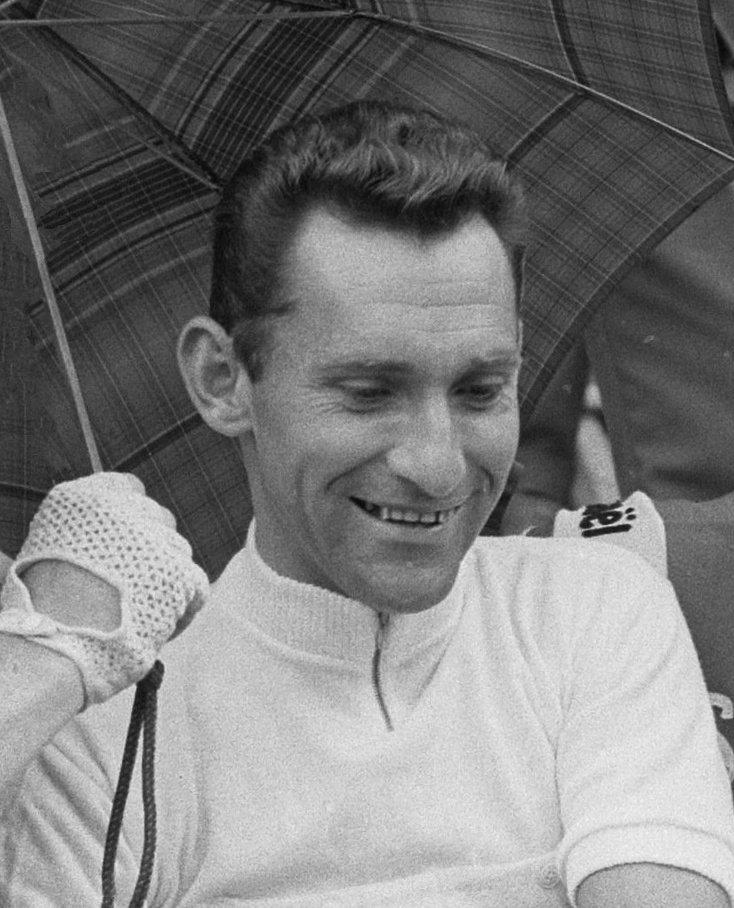
Jean Stablinski (1932–2007)

### Stabr
- Stabrawa, Daniel (* 1955), polnischer Geiger und Dirigent
- Stabreit, Immo (* 1933), deutscher Botschafter
- Stabrey, Annemarie (* 1941), deutsche Autorin und Dokumentarfilm-Regisseurin
- Stabrowski, Kazimierz (1869–1929), polnischer Maler und Rektor der Kunstakademie in Warschau

### Stabu
- Stabulas, Nick (1929–1973), US-amerikanischer Jazz-Schlagzeuger

### Staby
- Staby, Hans-Erik (1935–2009), namibischer Politiker und Architekt